# Artemisia sylviana
Artemisia sylviana là một loài thực vật có hoa trong họ Cúc. Loài này được F.O.Wolf mô tả khoa học đầu tiên năm 1900.